# انتشارات گنج دانش
انتشارات گنج دانش یک ناشر کتاب و فروشگاه کتابفروشی در تهران است که کتابهای راجع به حقوق و قوانین را چاپ و نشر می‌کند. این انتشارات یازده سال پس از صدور فرمان مشروطیت و تأسیس مجلس و شکل‌گیری نهاد قانونگذاری در ایران در سال ۱۲۹۶ خورشیدی تأسیس گردید. این انتشارات به نشر آثار محققان ایرانی و غیر ایرانی می‌پرداخت.
سه نفر به نامهای حبیب‌الله آموزگار، سید محمد تدین و رضا گنج دانش مؤسس این انتشاراتی بودند ولی پس از مدتی حبیب‌الله آموزگار، سید محمد تدین از امر نشر کتاب کناره‌گیری کردند، رضا گنج دانش تا سال ۱۳۴۴ به نشر کتاب ادامه می‌داد. از سال ۱۳۴۴ مدیریت کتابخانه گنج دانش به علیرضا گنج دانش واگذار شد.
بگفته گنج دانش با وجود تغییر قوانین و کهنه‌شدن کتاب‌های منتشر شده این نشر، این انتشارات هیچگاه کتاب قدیمی را خمیر نکرده‌است. استراتژی گنج دانش، حضور در عرصه‌های جدید فعالیت فرهنگی و انتقال تجارب گرانبهای بزرگان حقوق که از گذشته به دستشان رسیده‌است می‌باشد.
از بعد از انقلاب ۱۳۵۷، استاد محمدجعفر جعفری لنگرودی کتابهایش را برای چاپ، به انتشارات گنج دانش می‌دهد تا توسط گنج دانش چاپ شود. بنظر میرسد قبلاً کتابهای او را انتشارات ابن سینا و امیر کبیر چاپ کرده بودند ولی برای دریافت حق التالیف با آنها اختلاف پیدا کرده بود.